# Карри, Билли
Уильям Ли «Билли» Карри (англ. William Lee «Billy» Currie; род. 1 апреля 1950 года, Хаддерсфилд, Великобритания) — британский музыкант и автор песен, прежде всего известный как клавишник популярной в 1980-е гг. группы Ultravox.

## Музыкальная карьера
В 1974 году Карри присоединился к глэм-рок-группе Tiger Lilly
(с 1976 — Ultravox!). В 1979 году фронтмен Джон Фокс покинул группу, чтобы начать сольную карьеру.
Пока группа переживала не лучшие времена, Карри посвятил себя работе над другими проектами. Он начал сотрудничать с фронтменом «Tubeway Army» Гэри Ньюманом. Последний был настолько впечатлен альбомом «Systems of Romance», что попросил Карри записать несколько песен, которые впоследствии вошли в его первый сольный альбом — «The Pleasure Principle». В это же время Карри присоединился к неоромантическому студийному проекту Visage. Между Карри и Миджем Юром, одним из основателей Visage, сложились крепкие творческие отношения. Карри предложил Юру стать фронтменом Ultravox, последний после недолгих размышлений согласился. В 1984 году Карри покинул группу Visage. К 1986 году испортились отношения между ним и Юром, что вкупе с провальным  альбомом «U-Vox», поставило жирную точку в истории группы — Ultravox перестала существовать.
В 1988 году он записал дебютный сольный альбом «Transportation». К работе над ним был приглашен Стив Хау, экс-гитарист рок-группы Yes.
В 1992 году Карри попробовал возродить Ultravox. Голосом новой реинкарнации группы стал Тони Феннелл. С ним был записан альбом «Revelation», однако в ходе гастролей его сменил Сэм Блю. В 1994 году был выпущен альбом «Ingenuity», как и предшественник он провалился в продаже.

## Дискография
- Transportation (1988)
- Stand Up and Walk (1990)
- Unearthed (2001)
- Keys and the Fiddle (2001)
- Push (2002)
- Pieces of the Puzzle (2003)
- Still Movement (2004)
- Accidental Poetry of the Structure (2007)
- Refine (2009)
- Balletic Transcend (2013)
- Doppel (2016)

Ultravox
- Ultravox! (1977)
- Ha!-Ha!-Ha! (1977)
- Systems of Romance (1978)
- Vienna (1980)
- Rage In Eden (1981)
- Quartet (1982)
- Monument (1983)
- Lament (1984)
- U-Vox (1986)
- Revelation (1993)
- Ingenuity (1994)
- Brilliant (2012)

Гэри Ньюман
- The Pleasure Principle (1979)
- Living Ornaments '79 (1981)

Visage
- Visage (1980)
- The Anvil (1982)
- Beat Boy (1984)

Humania
- Sinews of the Soul (запись 1989/выпуск 2006)